# Hemisus guttatus
Hemisus guttatus es una especie de anfibio anuro de la familia Hemisotidae.

## Distribución geográfica
Esta especie es endémica de Sudáfrica. Habita en el sur de la provincia de Mpumalanga y en la provincia central y oriental de KwaZulu-Natal, desde el nivel del mar hasta más de 1000 m de altitud en las montañas de Lebombo.
Su presencia es incierta en Suazilandia.

## Descripción
Las hembras miden hasta 80 mm.

## Publicación original
- Rapp, 1842 : Neue Batrachier. Archiv für Naturgeschichte, vol. 8, n.º 1, p. 289–291[5]